# Das Geheimnis von St. Pauli
Das Geheimnis von St. Pauli ist ein deutscher Stummfilm von Rolf Randolf aus dem Jahr 1926 mit Maria Matray, Hanni Weisse und Ernst Rückert in den Hauptrollen. Er ist in Auftakt einer Reihe mit lokalen "Sensations-" Kriminalfilmen, wie dem 1927 entstandenen "Der Bettler vom Kölner Dom".

## Geschichte
Der Pressetext lautet: "St. Pauli, die Stätte ungebundener Ausgelassenheit, aber auch seltsamster Verbrechen: Hier — wie fast an keinem Platze bes Kontinents — finden sich Arm und Reich; Hoch und Niedrig. Hier trifft man die Größen der Welt ebenso, wie die Existenzen, die das Licht scheuen. Dieser Film wird viele interessieren, die aus der Großstadt sind, noch mehr alle, welche die Gefahren der Großstadt noch nicht kennen. — Jeder sollte sich dieses Programm ansehen, welches unter Beteiligung und Mitwirkung der Hamburger Schutz- und Hafenpolizei hergestellt ist, um in den Großstädten vorsichtiger zu sein".
Der Film wurde durch die (Rudolf) Meinert Film GmbH 1926 deutschlandweit vertrieben. Produziert wurde der von "Internationale Film AG" (IFA) in Berlin.
Die Filmbauten wurden vom Filmarchitekten Robert A. Dietrich entworfen.